# Skiflug-Weltmeisterschaft 2012
Die Skiflug-Weltmeisterschaft 2012 fand vom 23. bis zum 26. Februar auf dem Vikersundbakken im norwegischen Vikersund statt. Die Schanze war zum vierten Mal Schauplatz einer Weltmeisterschaft. Titelverteidiger im Einzelwettbewerb war der Schweizer Simon Ammann, im Teamwettbewerb Österreich. Den Sieg in dem aufgrund der Windverhältnisse auf zwei Durchgänge verkürzten Einzelwettkampf konnte der Slowene Robert Kranjec erringen, im Mannschaftswettkampf gelang Österreich die Titelverteidigung.

## Ergebnisübersicht
| Datum            | Durchgang                 | Bemerkung                 | Sieger                                                                        | Zweiter                                                                   | Dritter                                                         |
| ---------------- | ------------------------- | ------------------------- | ----------------------------------------------------------------------------- | ------------------------------------------------------------------------- | --------------------------------------------------------------- |
| 23. Februar 2012 | Qualifikation             |                           | Andreas Kofler                                                                | Rune Velta                                                                | Anders Fannemel                                                 |
| 24. Februar 2012 | 1. Durchgang              |                           | Durchgang abgebrochen                                                         | Durchgang abgebrochen                                                     | Durchgang abgebrochen                                           |
| 24. Februar 2012 | 2. Durchgang              |                           | Durchgang abgesagt                                                            | Durchgang abgesagt                                                        | Durchgang abgesagt                                              |
| 25. Februar 2012 | 3. Durchgang              | als 1. Durchgang gewertet | Rune Velta                                                                    | Martin Koch                                                               | Robert Kranjec                                                  |
| 25. Februar 2012 | 4. Durchgang und Endstand | als 2. Durchgang gewertet | Robert Kranjec                                                                | Rune Velta                                                                | Martin Koch                                                     |
| 26. Februar 2012 | 1. Durchgang              | Team                      | ÖsterreichThomas Morgenstern Andreas Kofler Gregor Schlierenzauer Martin Koch | DeutschlandAndreas Wank Richard Freitag Maximilian Mechler Severin Freund | SlowenienJernej Damjan Jurij Tepeš Jure Šinkovec Robert Kranjec |
| 26. Februar 2012 | 2. Durchgang              | Team                      | ÖsterreichThomas Morgenstern Andreas Kofler Gregor Schlierenzauer Martin Koch | DeutschlandAndreas Wank Richard Freitag Maximilian Mechler Severin Freund | SlowenienJernej Damjan Jurij Tepeš Jure Šinkovec Robert Kranjec |

## Einzelwettkampf
Datum:

Qualifikation: 23. Februar 2012

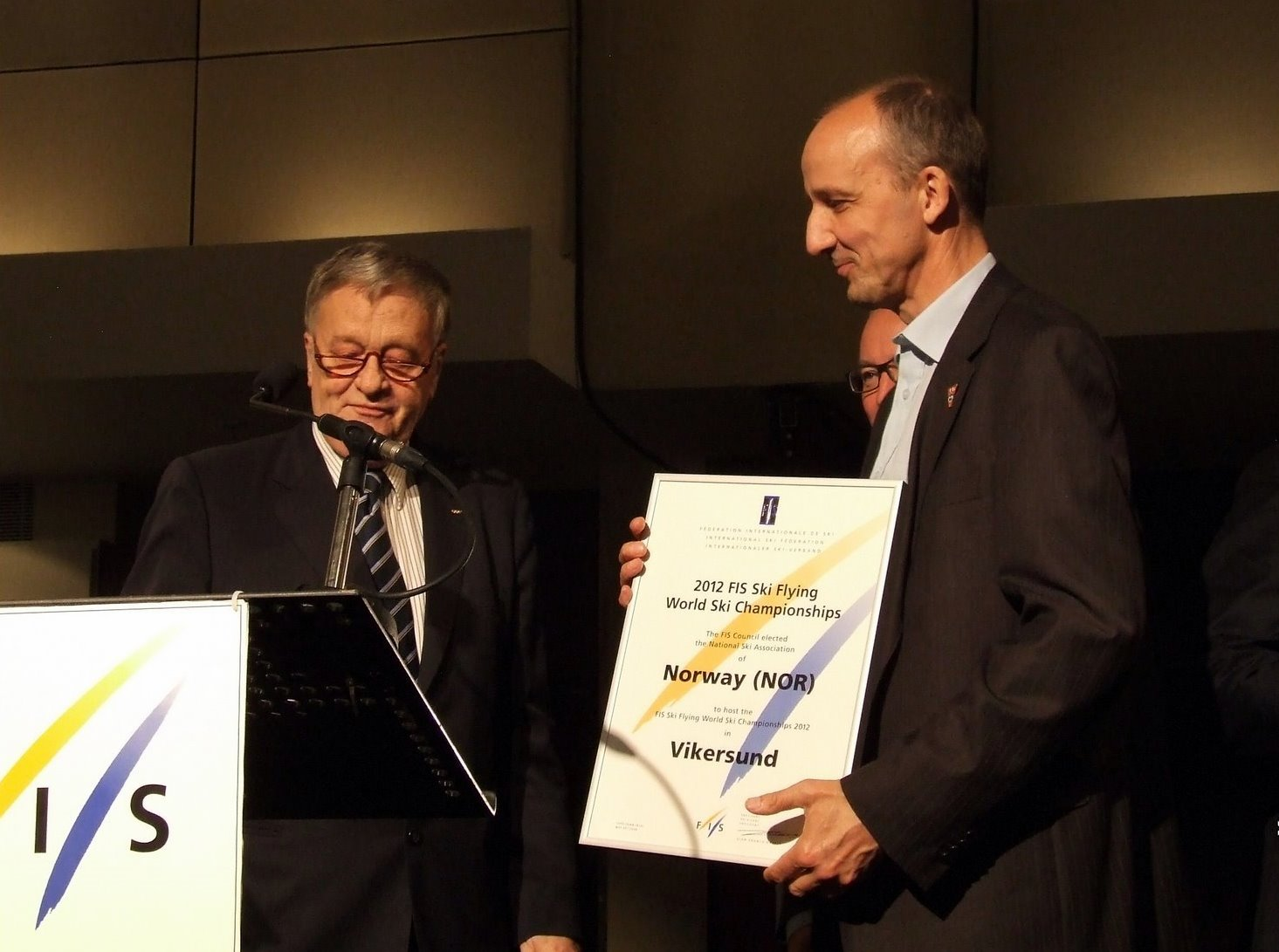
Vikersund wird auf dem FIS-Kongress am 6. Januar 2008 in Kapstadt als Ausrichter der Skiflug-Weltmeisterschaft 2012 verkündet

1. Durchgang: 24. Februar 2012 (abgebrochen)

2. Durchgang: 24. Februar 2012 (abgesagt)

3. Durchgang: 25. Februar 2012 (als erster Durchgang gewertet)

4. Durchgang: 25. Februar 2012 (als zweiter Durchgang gewertet)

### Training
In beiden Trainingsdurchgängen gingen alle 56 gemeldeten Athleten an den Start. Im ersten Durchgang, der aus den Anlaufluken 13, 14 und 16 gestartet wurde, schafften 19 Athleten den Flug über 200 Meter. Der weiteste Flug gelang Martin Koch mit 237 Metern aus Anlaufluke 14.
Im zweiten Durchgang, der in Luke 16 gestartet und ab Startnummer 36 aus Luke 14 fortgesetzt wurde, konnten 22 Teilnehmer die 200-Meter-Marke überfliegen. Die größte Weite gelang hier Anders Fannemel mit 223,5 Metern aus Anlaufluke 16.

### Qualifikation
Die Qualifikation konnte Andreas Kofler mit einem Flug auf 221 Meter für sich entscheiden. Damit blieb er zwar einen halben Meter hinter Rune Velta zurück, bekam jedoch bessere Haltungsnoten als der Norweger.
Nicht zu berücksichtigen sind in diesem Klassement die bereits vorqualifizierten Athleten, hierbei handelte es sich um die besten Zehn des Disziplinenweltcups Skifliegen, allen voran der Japaner Daiki Itō.
| Platz | Name                     | Land        | Punkte |
| ----- | ------------------------ | ----------- | ------ |
| 01    | Andreas Kofler           | Österreich  | 220,3  |
| 02    | Rune Velta               | Norwegen    | 216,2  |
| 03    | Anders Fannemel          | Norwegen    | 202,8  |
| 04    | Lukáš Hlava              | Tschechien  | 196,2  |
| 05    | Janne Happonen           | Finnland    | 192,5  |
| 06    | Vincent Descombes Sevoie | Frankreich  | 190,4  |
| 07    | Taku Takeuchi            | Japan       | 188,7  |
| 08    | Jakub Janda              | Tschechien  | 185,7  |
| 09    | Bjørn Einar Romøren      | Norwegen    | 177,2  |
| 10    | Maximilian Mechler       | Deutschland | 174,8  |

### Erster Durchgang

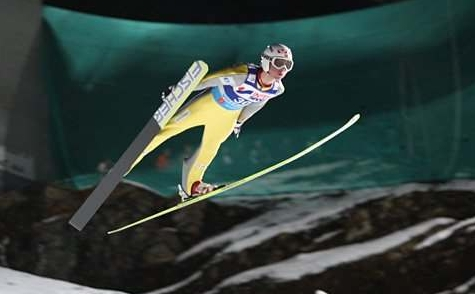
Rune Velta bei seinem Sprung auf 234 Meter

Der erste Durchgang wurde nach mehreren Verschiebungen aufgrund widriger Windbedingungen mit Verspätung gestartet und musste dann mehrfach unterbrochen werden. Nach 35 von 40 Athleten entstand zunächst eine längere Pause von über einer Stunde, bevor sich die Jury zum Abbruch entschied. Den weitesten Flug im abgebrochenen Durchgang hatte Rune Velta mit 234 Metern stehen können.

### Zweiter Durchgang
Der zweite Durchgang sollte zunächst anstelle des Probedurchganges am 25. Februar durchgeführt werden. Erneut verhinderten jedoch widrige Windbedingungen eine Durchführung dieses Wertungsdurchganges, so dass am zweiten Tag des Wettbewerbes lediglich die beiden eigentlich angesetzten Durchgänge durchgeführt wurden.

### Dritter Durchgang
Der als dritter Durchgang geplante Wertungsdurchgang war der erste Durchgang, der in die Wertung einging. Noch immer waren die Verhältnisse schwierig, weshalb die Jury sich mehrfach für Veränderungen der Anlauflänge entschied. Gestartet wurde aus den Anlaufluken 07, 09, 11, 13 und 14.
In Führung lag nach dem ersten Durchgang der Norweger Rune Velta, der aus Anlaufluke 07 einen Flug auf 217,5 Meter setzte. Mit 215,2 Punkten ging er damit in Führung vor Martin Koch und Robert Kranjec. Insgesamt schafften 26 Athleten den Flug über 200 Meter, die größte Weite gelang Anders Fannemel mit 244,5 Metern aus Anlaufluke 11, der damit nur zwei Meter unter dem Weltrekord seines Landsmannes Johan Remen Evensen blieb.
| Platz | Name                  | Land        | Punkte |
| ----- | --------------------- | ----------- | ------ |
| 01    | Rune Velta            | Norwegen    | 215,2  |
| 02    | Martin Koch           | Österreich  | 212,5  |
| 03    | Robert Kranjec        | Slowenien   | 211,3  |
| 04    | Anders Fannemel       | Norwegen    | 207,4  |
| 05    | Anders Bardal         | Norwegen    | 202,5  |
| 06    | Severin Freund        | Deutschland | 199,6  |
| 07    | Simon Ammann          | Schweiz     | 196,9  |
| 08    | Gregor Schlierenzauer | Österreich  | 196,6  |
| 09    | Andreas Kofler        | Österreich  | 191,5  |
| 10    | Richard Freitag       | Deutschland | 190,6  |

### Vierter Durchgang und Gesamtwertung

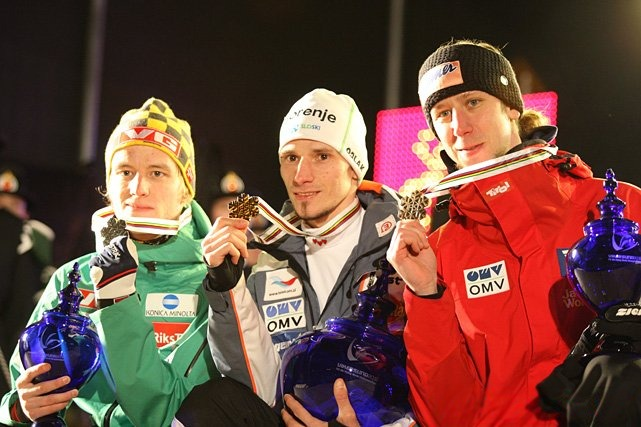
Die Medaillengewinner Rune Velta, Robert Kranjec und Martin Koch

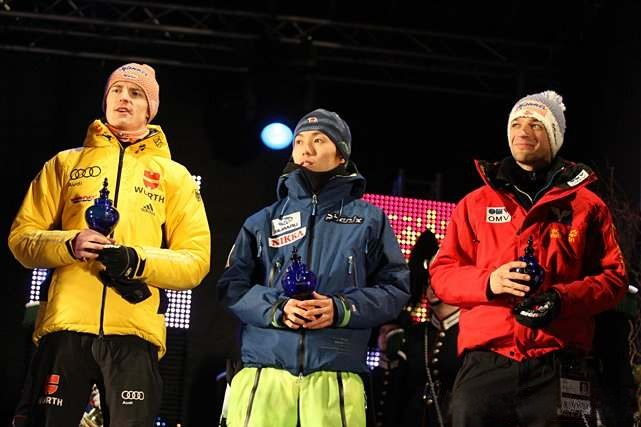
Die Viert- bis Sechstplatzierten Severin Freund, Daiki Itō und Andreas Kofler

Der abschließende, eigentlich vierte, aufgrund der Bedingungen real jedoch zweite, Durchgang war erneut von wechselnden Windbedingungen geprägt, die mehrfach die Anpassung der Anlauflänge nötig machten. Gestartet wurde aus den Luken 10, 12, 14 und 15. Den Weltmeistertitel sicherte sich Robert Kranjec mit dem zweitweitesten Flug des Wettkampfes, als er aus Anlaufluke 15 bei 244 Metern landete. Zweiter wurde der Norweger Rune Velta, der von einem Sturz des am Ende drittplatzierten Martin Koch, der auf 243 Meter geflogen war, profitierte. Der nach dem ersten Durchgang viertplatzierte Anders Fannemel fiel durch einen Flug auf 179,5 Meter noch auf den 13. Gesamtrang zurück.
| Platz | Name                     | Land        | Punkte |
| ----- | ------------------------ | ----------- | ------ |
| 01    | Robert Kranjec           | Slowenien   | 408,7  |
| 02    | Rune Velta               | Norwegen    | 405,7  |
| 03    | Martin Koch              | Österreich  | 386,2  |
| 04    | Severin Freund           | Deutschland | 372,6  |
| 05    | Daiki Itō                | Japan       | 365,2  |
| 06    | Andreas Kofler           | Österreich  | 364,2  |
| 07    | Anders Bardal            | Norwegen    | 360,3  |
| 08    | Thomas Morgenstern       | Österreich  | 360,2  |
| 09    | Richard Freitag          | Deutschland | 356,3  |
| 10    | Kamil Stoch              | Polen       | 353,9  |
| 11    | Roman Koudelka           | Tschechien  | 342,4  |
| 12    | Jurij Tepeš              | Slowenien   | 342,0  |
| 13    | Anders Fannemel          | Norwegen    | 329,5  |
| 14    | Simon Ammann             | Schweiz     | 328,8  |
| 15    | Janne Happonen           | Finnland    | 328,2  |
| 16    | Lukáš Hlava              | Tschechien  | 325,0  |
| 17    | Andreas Wank             | Deutschland | 320,0  |
| 18    | Gregor Schlierenzauer    | Österreich  | 317,5  |
| 19    | Andrea Morassi           | Italien     | 307,2  |
| 20    | Vincent Descombes Sevoie | Frankreich  | 305,3  |
| 21    | Jakub Janda              | Tschechien  | 303,7  |
| 22    | Denis Kornilow           | Russland    | 301,6  |
| 23    | Maximilian Mechler       | Deutschland | 301,4  |
| 24    | Anssi Koivuranta         | Finnland    | 300,7  |
| 25    | Yūta Watase              | Japan       | 299,8  |
| 26    | Jure Šinkovec            | Slowenien   | 280,5  |
| 26    | Matti Hautamäki          | Finnland    | 280,5  |
| 28    | Jan Matura               | Tschechien  | 276,2  |
| 29    | Bjørn Einar Romøren      | Norwegen    | 271,2  |
| 30    | Olli Muotka              | Finnland    | 227,1  |
| 31    | Taku Takeuchi            | Japan       | 148,2  |
| 32    | Sebastian Colloredo      | Italien     | 147,3  |
| 33    | Piotr Żyła               | Polen       | 133,8  |
| 34    | Dmitri Wassiljew         | Russland    | 130,4  |
| 35    | Krzysztof Miętus         | Polen       | 110,9  |
| 36    | MacKenzie Boyd-Clowes    | Kanada      | 107,7  |
| 37    | Kaarel Nurmsalu          | Estland     | 092,6  |
| 38    | Maciej Kot               | Polen       | 090,1  |
| 39    | Shōhei Tochimoto         | Japan       | 068,8  |
| 40    | Anton Kalinitschenko     | Russland    | 068,5  |

Die Springer ab Platz 31 schieden nach dem ersten gewerteten Durchgang aus.

Nach der Qualifikation ausgeschiedene Springer
| Platz | Name                | Land       | Punkte |
| ----- | ------------------- | ---------- | ------ |
| 41    | Jernej Damjan       | Slowenien  | 132,2  |
| 42    | Emmanuel Chedal     | Frankreich | 131,9  |
| 43    | Davide Bresadola    | Italien    | 127,2  |
| 44    | Dmitri Ipatow       | Russland   | 118,8  |
| 45    | Alexei Ptschelinzew | Kasachstan | 110,2  |
| 46    | Alexei Koroljow     | Kasachstan | 095,2  |
| 47    | Nikolai Karpenko    | Kasachstan | 088,0  |
| 48    | Carl Nordin         | Schweden   | 087,3  |
| 49    | Radik Schaparow     | Kasachstan | 077,9  |

## Teamwettkampf
Datum:

1. Durchgang: 26. Februar 2012

2. Durchgang: 26. Februar 2012

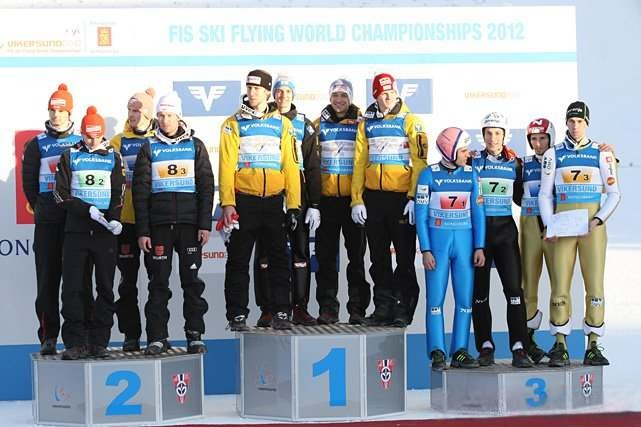
Das Podium des Teamwettkampfs

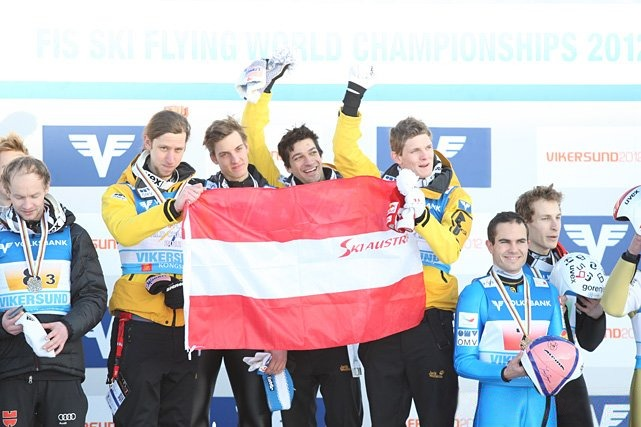
Österreich mit Fahne bei der Siegerehrung

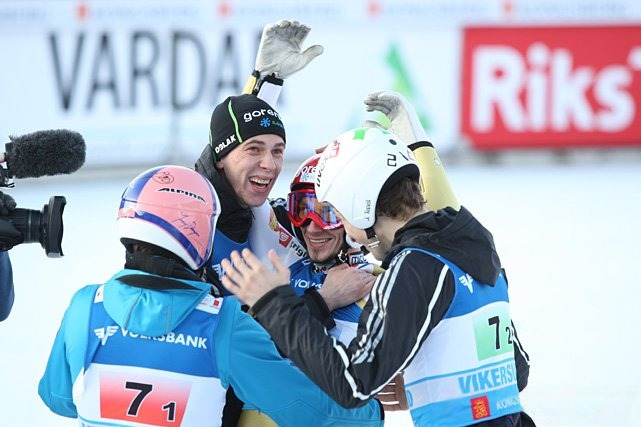
Slowenien bejubelt den Gewinn der Bronzemedaille

Der Teamwettkampf, bestehend aus zwei Durchgängen, fand am 26. Februar 2012 zum Abschluss der Skiflug-Weltmeisterschaften statt. Nach dem ersten Durchgang führte die österreichische Mannschaft vor Deutschland und Slowenien. An diesem Stand änderte sich im zweiten Durchgang, in dem die besten acht Mannschaften des ersten Durchgangs starten durften, nichts mehr. Ein Schweizer Team startete in der Mannschaftskonkurrenz nicht.
| Platz | Land                                                                          | Punkte |
| ----- | ----------------------------------------------------------------------------- | ------ |
| 01    | ÖsterreichThomas Morgenstern Andreas Kofler Gregor Schlierenzauer Martin Koch | 1648,4 |
| 02    | DeutschlandAndreas Wank Richard Freitag Maximilian Mechler Severin Freund     | 1625,2 |
| 03    | SlowenienJernej Damjan Jurij Tepeš Jure Šinkovec Robert Kranjec               | 1580,4 |
| 04    | NorwegenBjørn Einar Romøren Anders Fannemel Rune Velta Anders Bardal          | 1542,2 |
| 05    | JapanYūta Watase Shōhei Tochimoto Taku Takeuchi Daiki Itō                     | 1472,9 |
| 06    | TschechienJakub Janda Jan Matura Roman Koudelka Lukáš Hlava                   | 1452,1 |
| 07    | PolenMaciej Kot Piotr Żyła Krzysztof Miętus Kamil Stoch                       | 1444,5 |
| 08    | FinnlandJanne Happonen Olli Muotka Matti Hautamäki Anssi Koivuranta           | 1421,7 |
| 09    | RusslandDenis Kornilow Dmitri Ipatow Anton Kalinitschenko Dmitri Wassiljew    | 459,0  |
| 10    | KasachstanAlexei Koroljow Alexei Ptschelinzew Jewgeni Ljowkin Radik Schaparow | 342,9  |

## Medaillenspiegel
| Platz | Land        | Gold | Silber | Bronze | Gesamt |
| ----- | ----------- | ---- | ------ | ------ | ------ |
| 1.    | Slowenien   | 1    | 0      | 1      | 2      |
| 1.    | Österreich  | 1    | 0      | 1      | 2      |
| 3.    | Norwegen    | 0    | 1      | 0      | 1      |
| 3.    | Deutschland | 0    | 1      | 0      | 1      |